# レスリー・デイビス
レスリー・イライアス・デイビス（Leslie Elias "Les" Davies、1984年10月29日- ）は、ウェールズのサッカー選手である。ポジションはフォワード。ウェルシュ・プレミアリーグのアベリストウィス・タウンFC所属。

## 経歴
2012年7月には、名前が明かされていないジャーナリストからの単一の推薦により、UEFA欧州最優秀選手賞にノミネートされた。
デイビスはファンに人気があり、BCFCSA（バンゴーシティーのサポーター組織）年間最優秀選手を過去2年受賞した。また、2011-12年シーズンのリーグの監督によるベストイレブンにも選出された。

## 代表
デイビスはウェールズU-18、U-21、セミプロとしてU-23チームでプレーした。